# Wiki Loves Monuments
Wiki Loves Monuments, littéralement « Wiki aime les monuments », est un concours photographique international se tenant annuellement en septembre, dont l'objectif est de mettre en valeur les biens classés patrimoniaux. Depuis sa création en 2010 aux Pays-Bas, l’événement encourage les gens à prendre des photos des monuments historiques et des lieux patrimoniaux de leur région, puis de les téléverser sur la médiathèque Wikimedia Commons. 
D'après le Livre Guinness des records, l'édition 2012 de Wiki Loves Monuments bat le record mondial du plus grand concours photographique. En 2012, la compétition s'étend en dehors des frontières de l'Europe avec 35 pays participants.

## Règlement
Le concours Wiki Loves Monuments se déroule chaque année du 1er au 30 septembre. Les participants doivent téléverser leurs photos dans le répertoire de Wikimedia Commons durant cette période, peu importe quand ils ont pris leurs clichés ; pour autant que les photos soient prises par les participants eux-mêmes et que ceux-ci acceptent les termes de la licence libre CC BY-SA 3.0. 
Le sujet des photos doit impérativement être un monument historique ou un lieu patrimonial répertorié dans la base de données gouvernementale des pays participants. Lors du téléversement, les concurrents doivent fournir l'identifiant du monument historique et les coordonnées géographiques ; les sites Web régionaux contiennent généralement des listes avec ces informations.
L'édition 2013 de WLM a été soutenue par les partenaires Europa Nostra & International National Trusts Organisation et sponsorisé par Europeana.

## Histoire

Pays par nombre de participations à Wiki Loves Monuments (données 2010-2022).

Le concours Wiki Loves Monuments a d'abord eu lieu aux Pays-Bas en 2010 et était connu sous le nom « Rijksmonument », traduisible par « monument de la nation ». Les Rijkmonuments sont des bâtiments ou des objets d'intérêt général reconnus pour leur beauté, leur importance scientifique ou culturelle, comme les sites archéologiques de Drenthe, les maisons aux bords des canaux d'Amsterdam ou le Palais Royal de La Haye. 12 624 photos ont été récoltées lors de l'édition néerlandaise de 2010.
Le concours attire l'attention d'autres pays d'Europe et l'édition de 2011 prend de l'ampleur avec la participation de 18 pays et près de 170 000 photos récoltées, dont plus de 25 000 en France,. Le Livre Guinness des records reconnaît l'édition 2011 de Wiki Loves Monuments comme étant le plus grand concours de photographies du monde, avec 168 208 photos téléversées dans Wikimedia Commons par plus de 5 000 participants.
En 2012, Wiki Loves Monuments dépasse les frontières de l'Europe et se déroule dans 35 pays. Cette édition bat son propre record du plus grand concours de photographies du monde avec 353 768 photos téléversées.
C'est en 2013 que le concours connaît le plus gros succès avec 368 227 photos téléversées sur Wikimedia Commons par les 51 pays participants.
En 2016, la sixième édition de ce concours se déroule du 1er au 30 septembre 2016, avec 42 pays participants, permettant d'enrichir la collection de Wikimedia Commons de 277 087 photos de monuments à travers le monde. Cette édition voit la première participation du Bangladesh, de la Géorgie, de la Grèce, de Malte, du Maroc, du Nigéria, du Pérou et de la Corée du sud.
En 2017, la septième édition se déroule comme tous les ans en septembre, avec la participation de 55 pays. Cette année participent pour la première fois l'Australie, le pays basque, la Croatie, la Finlande, l'Arabie Saoudite et l'Ouganda.
En 2018, le concours est organisé pour la première fois au Liban et aux Émirats arabes unis. 
En 2019, la Slovénie, le Bénin et la Guinée participent au concours parmi les 43 pays.

## Gagnants

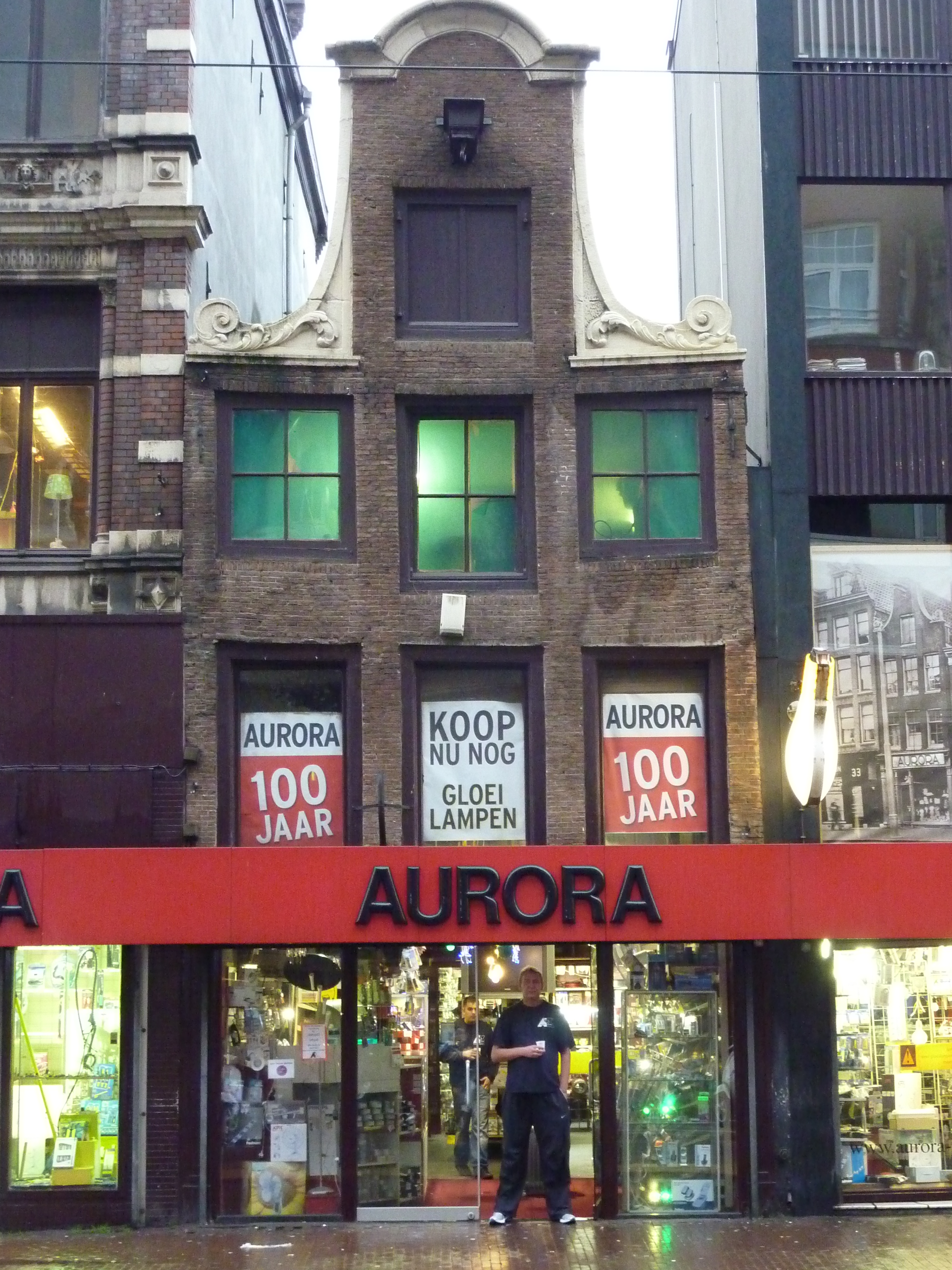
La première œuvre primée (2010) est une photographie de Vijzelstraat 31 à Amsterdam.

- 2010 : Rudolphous pour une photographie du Vijzelstraat 31 à Amsterdam aux Pays-Bas[16].
- 2011 : Mihai Petre pour une photographie du monastère de Chiajna en Roumanie[17].
- 2012 : Pranav Singh pour une photographie du mausolée de Safdar Jung à New Delhi[18].
- 2013 : David Gubler pour une photographie du viaduc de Wiesen en Suisse[19].
- 2014 : Konstantin Brijnitchenko pour une photographie du monastère Laure de Sviatohirsk en Ukraine[20].
- 2015 : Marco Leiter pour une photographie du phare de Westerheversand en Allemagne[21].
- 2016 : Ansgar Koreng pour une photographie du hall d'entrée de la court régionale de Berlin[22]
- 2017 : Prashant Somnath Kharote pour une photohgraphie du temple de Khandoba dans la ville de Jejuri située dans le district de Pune, en Inde[23]
- 2018 : Ara9979 pour une photographie du mur intérieur et du plafond de la mosquée du Cheikh Lotfallah à Ispahan en Iran[24].
- 2019 : Marian Naworski pour une photographie de l'intérieur de l'église évangélique abandonnée de la Confession d'Augsbourg dans la ville polonaise de Stawiszyn[25].